# Comapedrosa
El Comapedrosa, escrito también Coma Pedrosa, es el pico más alto del Principado de Andorra. Está localizado en el noroeste de este micro-Estado y tiene una altitud de 2942 msnm. El pueblo más cercano es Arinsal, en la parroquia de La Massana.
Es popular entre los alpinistas, su ascenso es técnicamente sencillo, aunque extenuante. Desde Arinsal hasta Camp de Refuge (650 m de subida) se considera moderado mientras que los últimos 862 m se consideran difíciles. En las laderas se encuentran varios lagos de montaña, especialmente los lagos de Baiau, que se encuentran en la laderas occidentales.
El entorno circundante del Comapedrosa forma parte desde 2014 del parque natural de los Valles del Comapedrosa.